# Colicăuți
Colicăuți è un comune della Moldavia situato nel distretto di Briceni di 3.008 abitanti al censimento del 2004.

## Località
Il comune è formato dall'insieme delle seguenti località (popolazione 2004):
- Colicăuți (2.486 abitanti)
- Trestieni (522 abitanti)